# Darlene Violette
Pour les articles homonymes, voir Darlene et Violette.
Darlene Violette est une actrice américaine née à Taunton (Massachusetts).

## Filmographie
Actrice
- 2001 : Manhattan Midnight : doctoresse Carter
- 2006 : A New Wave : la gérante de la banque
- 2006 : Wonder Showzen (série télévisée) : Bettsy Beth Bethanie
- 2006 : Lately There Have Been Many Misunderstandings in the Zimmerman Home (court métrage) : Mary Louise Zimmerman
- 2004-2006 : Law & Order (série télévisée) : Jury Foreperson / Book Groupie
- 2007 : Wainy Days (série télévisée) : Grocery Lady
- 2007 : 30 Rock (série télévisée) : Melon Ball Lady
- 2008 : The Sexes (court métrage) : Evelyn
- 2008 : Together: The Film (court métrage) : Rebecca
- 2008 : Ugly Betty (série télévisée) : Secretary
- 2009 : The Hungry Ghosts : Sandy
- 2009 : As the World Turns (série télévisée) : la fan
- 2009 : The Distance Between the Apple and the Tree : Marie Lynne
- 2010 : One Life to Live (série télévisée) : la nonne
- 2009-2010 : Delocated (en) (série télévisée) : Amy
- 2011 : Blue Bloods (série télévisée) : Maid
- 2011 : The Onion News Network (série télévisée) : la femme silhouette
- 2011 : Mildred Pierce (mini-série) : Darlene
- 2011 : The Lair (court métrage) : Teena
- 2011 : Trophy Kids : Panelist
- 2011 : Ponies : la femme sans abri
- 2011 : New York, unité spéciale (saison 13, épisode 4) : une maman dans le parc
- 2011 : Snatched : Abbe
- 2012 : 2 Days in New York : Customs Lady
- 2012 : Another Dirty Movie : Ma
- 2012 : Vamperifica : Michelle
- 2012 : Premium Rush : Debra
- 2012 : Louie (série télévisée) : la professeure
- 2012 : A Second Helping (court métrage) : Christine
- 2013 : Gods Behaving Badly : Heckler #1
- 2013 : White Collar (série télévisée) : la réceptioniste
- 2014 : Beach Pillows : Woman Customer
- 2011-2014 : The Heart, She Holler (série télévisée) : la paroissienne
- 2015 : Art of a Butterfly : Bonnie
- 2015 : Alto : Tootsie Chinzano
- 2015 : El cielo es azul : Patty
- 2015 : Show Me a Hero (mini-série) : Speaker / Protestor
- 2015 : The Secrets We Keep (court métrage) : Connie
- 2016 : Mother (court métrage) : Roseanne Ryan
- 2016 : Adam Bloom : Peggy
- 2018 : Skate Kitchen : une cliente
- 2019 : Bad Education de Cory Finley (en)

Scénariste
- 2008 : The Sexes (court métrage)
- 2015 : Art of a Butterfly

Productrice
- 2008 : The Sexes (court métrage)
- 2015 : Art of a Butterfly